# Par delà la liberté et la dignité
En 1971 parut un livre au titre provocateur, Par delà la liberté et la dignité de Burrhus Skinner. En dépit du titre nietzschéen qu'il avait choisi, l'auteur ne souhaitait attenter ni à l'une, ni à l'autre, mais bien plutôt mettre l'accent sur le fait que ces concepts sont souvent utilisés comme prétexte par les pouvoirs publics pour ne pas organiser la société, en se défaussant sur des responsabilités individuelles de tout ce qui concerne les possibilités à l'homme d'accéder au bonheur.
Ce sont bien les conditions de ce bonheur qui sont ici en cause, et non le bonheur lui-même, qui reste nécessairement - mais lui-seul – une affaire individuelle. 

## L'ouvrage lui-même
Skinner commence par dresser un tableau de la société telle qu'elle existe en 1971 :
- surpopulation (déjà) et en tout cas malnutrition de la moitié de la planète
- menace nucléaire liée à la guerre froide
- pollution (sur certains plans comme le NO et le CO, la pollution était annoncée dès 1984 comme ayant reculé aux États-Unis. Mais il est vrai qu'on partait de haut).

Skinner prend acte que ces questions sont liées au développement.
Il rappelle ensuite les bases de ce qui se nommait alors le behaviorisme et propose d'utiliser les acquis de cette discipline pour empêcher que de tels problèmes n'apparaissent dans l'avenir. 

### Points dubehaviorismeconsidérés par Skinner
- il n'est de discipline scientifique que comportant des données vérifiables par tous;
- le rôle de la science ne consiste pas à multiplier les entités abstraites sans nécessité, conformément au rasoir d'Occam. Cela ne signifie pas que les états psychologiques n'existent pas, mais qu'il n'y a pas lieu d'y faire appel là où on peut s'en passer.

En d'autres termes, Skinner indique qu'il s'agit là d'un retour au factuel pour résoudre ou prévenir des problèmes qui sont bien d'ordre factuel.  Sans qu'il le dise explicitement, on devine qu'il laisse le vocabulaire de la psychologie à décrire des problèmes d'ordre psychologique, sans se prononcer sur le fait qu'il s'agisse d'entités réelles ou d'illusions créées par une culture. Il adopte une démarche anti-mentaliste.

### Les dysfonctionnements de la société
Skinner examine ensuite nos méthodes de travail à la lumière du béhaviorisme. Plusieurs dysfonctionnements attirent son attention, parmi lesquels :
- Un trop grand délai entre action et correction (à l'école, par exemple), qui ne permet pas l'apprentissage et la bonne adaptation des comportements.

- Une trop grande asymétrie dans les moyens utilisés : la société punit facilement, mais récompense peu, et quand elle fait l'un ou l'autre, c'est toujours avec trop de retard pour que les effets soient positifs.

### L'erreur conceptuelle
Skinner rappelle l'anthropomorphisme, qui voyait dans le mouvement des corps l'intervention d'esprits qui les auraient habités.
Il considère que les notions qu'il a qualifiées de préscientifiques de conscience, intention, désir ne sont elles aussi que des projections du moi de l'observateur et font négliger le but essentiel de la psychologie en ce qui concerne le domaine social, et qui est la régulation harmonieuse de comportements bien réels, et non d'hypothétiques états d'âme. Il s'intéressera donc à l'étude des comportements, observables objectivement.

### Plaidoyer pour l'efficacité
L'outil de la réussite est pour Skinner non le conditionnement mis à l'œuvre dans Le meilleur des mondes d'Aldous Huxley, mais plus simplement le renforcement. On nomme de façon très neutre renforcement ce qui rend une réponse donnée plus probable, ce qui est mesurable par la fréquence des réponses.
Skinner avait créé jadis un dispositif, la boîte de Skinner, montrant que ces concepts fonctionnent même avec des animaux : chaque fois qu'un rat actionne un levier, il reçoit un peu de nourriture, avec le résultat que le rat actionne le levier de plus en plus souvent. On détaille ensuite les réponses désirées et on apprend progressivement au système nerveux du rat plus qu'au rat lui-même ce qu'on attend de lui. Skinner ne va pas jusqu'à imaginer ce que l'on découvrira peu de temps après sa mort survenue en 1990 : qu'on peut même apprendre par ce procédé à un pigeon à distinguer un Dali d'un Picasso

## Réception
En 1972, la romancière et philosophe Ayn Rand consacra une longue critique à l'ouvrage de Skinner dans son essai "The Stimulus and the Response", republié par la suite dans le livre Philosophy: Who Needs It.